# カタリーナ・フォン・シュレースヴィヒ＝ホルシュタイン＝ゾンダーブルク＝ベック

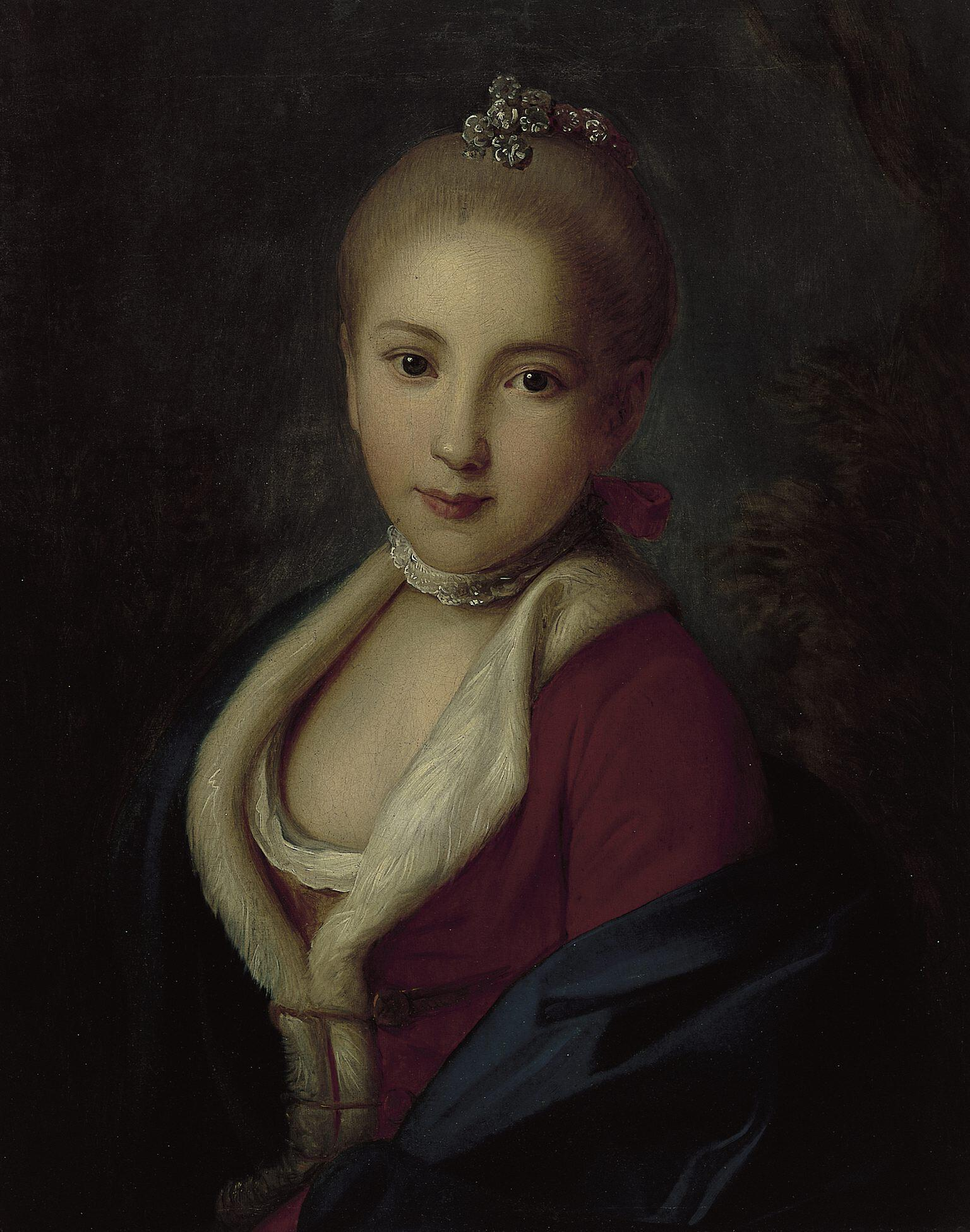
12歳頃のカタリーナ、P・ロータリ画、1761年又は1762年

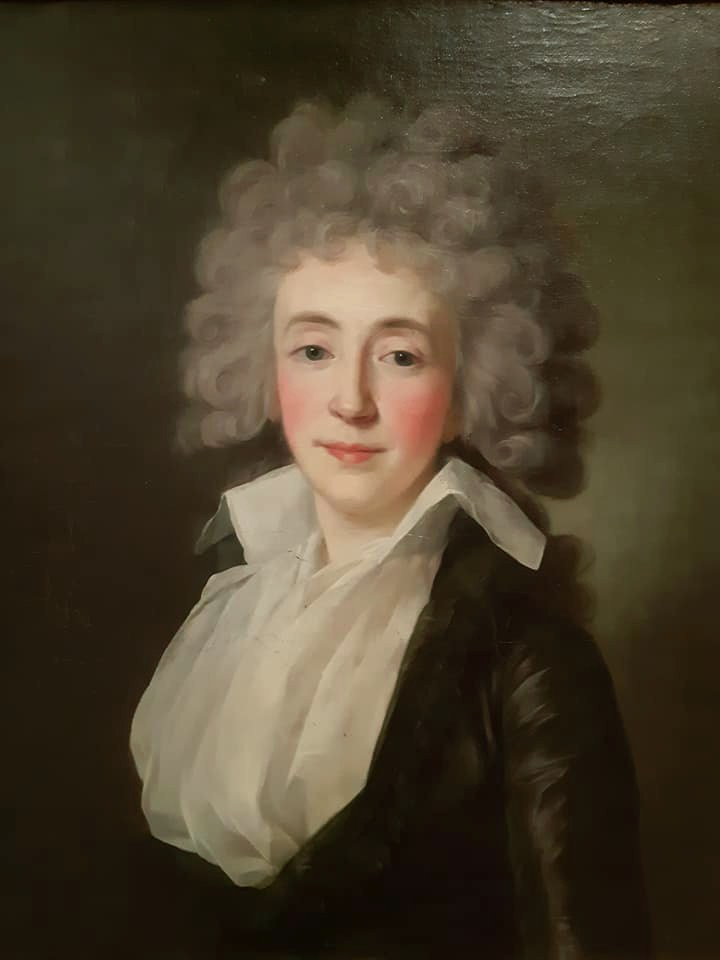
40歳頃のカタリーナ、J・L・ヴォイユ画、1791年

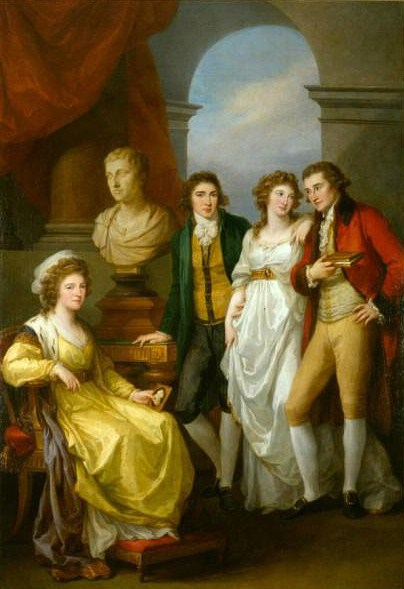
バリャティンスカヤ公爵夫人とその家族。公爵夫人、息子イヴァン、娘カタリーナとその夫トルストイ伯爵の四名。離別した夫の公爵は妻が左手に持ったメダイヨンに示されている。胸像はA・トリッペル制作の父ベック公爵の像を模写したもの。A・カウフマン画、1791年

カタリーナ・フォン・シュレースヴィヒ＝ホルシュタイン＝ゾンダーブルク＝ベック（Katharina von Schleswig-Holstein-Sonderburg-Beck, 1750年2月23日 レヴァル - 1811年12月20日 ベルリン）は、ドイツ・デンマーク系のシュレースヴィヒ＝ホルシュタイン＝ゾンダーブルク＝ベック家の公女。ロシア帝国で生まれ育ちロシア貴族に嫁いだ。結婚後のロシア名はエカテリーナ・ペトロヴナ・バリャティンスカヤ（Екатерина Петровна Барятинская）。

## 生涯
シュレースヴィヒ＝ホルシュタイン＝ゾンダーブルク＝ベック公ペーター・アウグストと、その2番目の妻ナターリヤ・ニコラエヴナ・ゴロヴィナ（1724年 - 1767年）の間の唯一成育した子。
母は宰相フョードル・ゴロヴィン伯爵の孫娘でモスクワ郊外ホヴリノ荘園を含むゴロヴィン家の女子相続人であり、母の死でカタリーナがその豊かな資産を受け継いだ。父はロシアの陸軍元帥でエストニア総督の要職にあり、同族別系統のホルシュタイン＝ゴットルプ家出身である皇帝ピョートル3世とも親しかった。ピョートル3世はその短い治世（1762年）中、廃帝イヴァン6世の皇族復帰を構想し、イヴァンにカタリーナを娶せようと考えていたとされる。1760年わずか10歳で聖エカテリーナ勲章を拝受している。
1767年1月8日レヴァルにて、イヴァン・セルゲーエヴィチ・バリャティンスキー公爵と結婚、間に1男1女をもうける。1773年駐仏大使となった夫に随行してパリに滞在、1774年のルイ16世の戴冠式に出席した。この頃、アンドレイ・ラズモフスキー伯爵との間の不義の子を秘密裏に産んだことで夫婦関係が決裂し、事実上離別。サンクトペテルブルクに移り、1783年から1789年までは購入したミリオナヤ通り22番地の邸宅でサロンを開いた。
その後は欧州諸国を転々とした後、ベルリンに移り、パリザー・プラッツの邸宅を買って暮らした。さらに1800年3月29日ベルリン市郊外フリードリヒスフェルデ城を購入した。同城は第四次対仏大同盟戦争中の1806年、ダヴー元帥率いるフランス遠征軍の司令部として一時占拠されている。カタリーナはプロイセン王の許可を得て出生時のドイツ名を名乗り、亡くなるまでプロイセン王家の人々と親しく交際した。

## 子女
- イヴァン・イヴァノヴィチ・バリャティンスキー（1772年 - 1825年） - 在バイエルン・ロシア大使
- アンナ・イヴァノヴナ・バリャティンスカヤ（ロシア語版）（1774年 - 1825年） - ニコライ・アレクサンドロヴィチ・トルストイ伯爵と結婚

## 引用・脚注
1. ↑  Karnovich 1874, pp. 125–126.
2. ↑  Arthur Kleinschmidt (1877年), Russland's Geschichte und Politik dargestellt in der Geschichte des russischen hohen Adels (ドイツ語), T. Kay, 2022年1月28日閲覧
3. ↑  List of holders of the Order of St. Catherine (in Russian) [retrieved 12 August 2020].
4. 1 2  The story of Schloss Friedrichsfelde (in German) . Association of the sponsors of Tierpark Berlin and Zoological Garden Berlin eV. [retrieved 12 August 2020].
5. ↑  Dirk Moldt:  750 years of Friedrichsfelde - from medieval village to metropolitan area (in German). Lichtenberg Museum [retrieved 12 August 2020].